# 湖北人民出版社
湖北人民出版社是中华人民共和国的一家出版社，成立于1954年9月1日，社址位于湖北省武汉市。

## 历史
1951年1月，中南人民出版社在新华书店中南总分店编审出版部的基础上成立。1952年10月，中南人民文学艺术出版社成立。
1954年9月1日，中南人民出版社、中南人民文学艺术出版社调整合并组建成为湖北人民出版社。